# カール・モルワイデ
カール・ブランダン・モルワイデ（Karl Brandan Mollweide、1774年2月3日 - 1825年3月10日）は、ドイツの数学者・天文学者。モルワイデ図法、モルワイデの公式などが有名である。

## 略歴
- 1774年 - ヴォルフェンビュッテルにて生まれる。
- 1805年 - モルワイデ図法を発案。
- 1808年 - のちにモルワイドの名前で呼ばれる斜角球面三角形を解くための2つの公式を発表。
- 1812年 - ライプツィヒ大学天文学の正教授に就任。
- 1814年 - ライプツィヒ大学数学の正教授に就任。
- 1825年 - ライプツィヒで死去。